# Egoismul rațional
Egoismul rațional este o teză conform căreia exercitarea căutării propriului interes este întotdeauna rațională. Este un punct de vedere normativ (metodologic) privind egoismul. Fără îndoială, există diferite alte forme de egoism, precum egoismul etic sau precum egoismul psihologic. În timp ce egoismul psihologic are strânsă legătură cu conceptul motivație iar egoismul etic este strâns relaționat cu conceptul moralitate, egoismul rațional este un punct de vedere conexat raționalității. Ayn Rand este binecunoscută pentru susținerea a ceea ce ea numește "egoismul rațional". Fără îndoială, această susținere, se abate un pic de la uzul normal. În terminologia standard, opinia Ayn-ei Rand este o teorie normativă conexată atât cu egoismul etic cât și cu egoismul rațional. 

## Științe sociale
Egoismul rațional reprezintă acel standard de comportament postulat de economia neoclasică și de teoria alegerii raționale în știința politică. Ipoteza economistă rațională a egoismului se referă în multe rânduri în termeni ai acelui model implicit al conceptului persoană, homo economicus, un termen care a fost folosit cel puțin de la Pareto (1906) încoace.
În ambele câmpuri, postulatul a fost criticat și apărat de o varietate de motive, empirice și filozofice. De exemplu, în științele politice, ipoteza de egoism rațional dă naștere paradoxului votului: paradox în care ar rezulta că, dată fiind probabilitatea mică de a fi (ca votant) decisiv, în raport cu beneficiul personal provenit de la o schimbare de rezultat, votul în alegeri nu este rațional nici chiar atunci când numărul de alegători ar fi foarte mic.

## Obiectivism
Egoismul rațional este bază în etica obiectivistă. Conceptul a fost creat de Ayn Rand, și promovat drept comportament virtuos prin intermediul căruia fiecare individ sa aibă ca țel suprem al vieții lui, satisfacerea proiectelor sale raționale, fără a folosi violența împotriva drepturile raționale ale altora, și în același timp fără sa accepte ai fi violentate propriile sale drepturi.
Ayn Rand a condamnat fără echivoc egoismul irațional , adică a condamnat auto-aruncarea în brațele propriilor iraționale capricii. Ea a numit această atitudine "whim-worshipping" (adorația/cultul capriciului), iar practicanților ei le dădea graficele nume de "egoiști fără ego."
Ayn Rand a intitulat colecția de texte privind etica, The Virtue of Selfishness (Virtutea egoismului). 

Iată mai jos câteva citate din Ayn Rand cu privire la egoism, pentru a înțelege mai îndeaproape punctul ei de vedere: 
„Omul, - fiecare om-, este un scop în sine, și nu un mijloc (o unealta) pentru scopurile altora. Omul trebuie să existe de la sine și pentru sine, fără a se sacrifica el pentru alții și fără a sacrifica pe alții pentru el. Căutarea propriului interes rațional și a propriei fericiri trebuie sa ii fie cel mai înalt scop moral al vieții sale.”
„Iar aici, pe frontispiciul propriei mele puteri, voi incrusta în piatră cuvântul care trebuie să fie torta și steagul nostru. Cuvântul care ne va vorbi despre a noastră binecuvântare și despre a noastră valoare. Cuvântul care nu va muri, chiar dacă am pieri cu toții în luptă. Cuvântul care nu poate muri pe acest pământ, pentru că este a sa inima, al său spirit și a sa glorie. Cuvântul sacru „EU“”—¡Vivir! (Anthem)
„Există doar o singură formă de depravare umană: să nu ai nici o țintă.”
 Etica obiectivistă consideră că altruismul este un viciu, pentru că ii condamnă pe toți oamenii la a satisface nevoile altora, niciodată pe ale lor. Ayn Rand a comparat această situație (altruismul) ca pe un inter-schimb obligatoriu de cadouri de Crăciun, pe care nimeni nu le vrea cu adevărat. Pentru obiectivism, altruismul coerent întotdeauna termină transformându-se în colectivism, în timp ce, pentru altruist, egoistul rațional este perceput ca un infractor moral, care trebuie să fie pedepsit de societate.